# Isopropylmyristaat
Isopropylmyristaat is de ester van isopropanol en het vetzuur myristinezuur (=tetradecaanzuur). Het is bij kamertemperatuur een heldere, kleurloze vloeistof, die bijna niet oplosbaar is in water. Het is wel oplosbaar in vet. De stof is reuk- en smaakloos en is niet toxisch.

## Toepassingen
De stof wordt gebruikt in cosmetica, farmaceutica en als oplosmiddel (bv. voor geurstoffen). De concentratie in eindproducten is meestal 0,1%, maar kan soms tot 1% gaan.
In cosmetica en huidzalven dient het om een goede absorptie door de huid te verkrijgen. Het wordt ook gebruikt in een middel tegen hoofdluisinfectie (pediculose).